# Phantasm 4 : Aux sources de la Terreur
Série
Phantasm 3 : Le Seigneur de la Mort
(1994) Phantasm: Ravager
(2016)
Pour plus de détails, voir Fiche technique et Distribution.
Phantasm 4 : Aux sources de la Terreur (Phantasm 4: Oblivion) est un film américain réalisé par Don Coscarelli, sorti en 1998. Il s'agit du 4e film de la franchise débutée avec Phantasm, du même réalisateur, sorti en 1979.

## Synopsis
Terrassé par le désespoir en apprenant qu'il est non seulement lui aussi une créature du Grand Homme (l'Homme en Noir), mais encore qu'il l'a sans doute toujours été, Mike Pearson a décidé de fuir loin de Reggie, son meilleur ami, par peur de ses propres réactions peut-être, mais aussi pour lui épargner d'être traqué comme il l'est lui-même. De son côté, Reggie est acculé par le Grand Homme, qui semble une fois de plus revenu à la vie. Pour une raison connue de lui seul, le Grand Homme décide d'épargner Reggie et même de le relâcher. Il semble que « le jeu ne fasse que commencer »… Un quatrième chapitre qui laisse la porte ouverte à une multitude d'interprétations, Mike et Reggie découvriront enfin le Grand Homme, sous son vrai jour, de ses origines sur la Terre et de sa capacité à voyager à travers l'espace et le temps, et ainsi de « remplacer » les autres « lui-même » qui périssent. Pourquoi le Grand Homme veut-il absolument retrouver Mike en particulier, Mike qui semble lui ressembler un peu plus à mesure que le temps passe ? Qu'en est-il de la duplicité de Jody ? Pourquoi Mike est-il persuadé d'avoir déjà rencontré le Grand Homme bien avant sa propre naissance, durant la Guerre de Sécession ? Autant de questions auxquelles Mike et Reggie ne trouveront de réponses qu'au prix d'eux-mêmes.

## Fiche technique
- Titre original : Phantasm 4: Oblivion
- Titre français : Phantasm 4 : Aux sources de la Terreur
- Réalisation : Don Coscarelli
- Scénario : Don Coscarelli
- Musique : Fred Myrow, Christopher L. Stone, Reggie Bannister, Steve Morell et Malcolm Seagrave
- Photographie : Chris Chomyn
- Montage : Scott J. Gill
- Production : A. Michael Baldwin
- Société de production : Starway International Inc.
- Société de distribution :  Orion Pictures
- Langue originale : anglais
- Genre : horreur, fantastique
- Durée : 91 minutes
- Dates de sortie :
  - Canada : 31 juillet 1998 (Festival de FanTasia)
  - États-Unis : 13 octobre 1998 (en VHS)
  - France : 6 juillet 1999 (en VHS)
  - Interdit aux moins de 12 ans

## Distribution
- Angus Scrimm : Jebediah Morningside / le Grand Homme
- A. Michael Baldwin (VF : Jérôme Keen) : Mike Pearson
- Reggie Bannister : Reggie
- Bill Thornbury : Jody
- Bob Ivy : soldat démon
- Heidi Marnhout : Jennifer

## Éditions en vidéo
Le film est sorti en VHS en France chez l'éditeur Metropolitan Filmexport en 1999 puis en coffret intégrale DVD et Blu-ray édité par ESC Editions (sorti le 31 octobre 2017).